# Gerda Bächli
Gerda Bächli (geboren 4. Juni 1921 als Gerda Frey in Zürich; gestorben 14. März 2013 in Winterthur) war eine Schweizer Komponistin, Musikpädagogin und Musiktherapeutin. Sie gilt als Wegbereiterin der Elementaren Musikpädagogik und Musiktherapie in der Schweiz.

## Leben und Wirken
Gerda Bächli wuchs in einer Musikerfamilie in Zollikon auf. Ihre Mutter war die Sängerin Alice Frey, ihr Vater der Pianist und Musikpädagoge Walter Frey.
Sie erhielt Unterricht in Rhythmik bei Mimi Scheiblauer sowie in Gesang und Klavier. Nach der eidgenössischen Matura war sie von 1941 bis 1945 als Schauspielerin zunächst am Stadttheater Luzern, später auch am Schauspielhaus Zürich tätig und nahm parallel Schauspielunterricht bei Ellen Widmann und Ernst Ginsberg. 1945 ging sie zu Radio Zürich, wo sie als Ansagerin sowie mit eigenen Sendereihen und als Hörspielautorin tätig war. Im Jahr 1950 lernte sie ihren späteren Mann, Samuel Bächli, kennen, dem sie nach Schweden folgte. Dort arbeitete sie von 1952 bis 1955 als ständige Mitarbeiterin bei Radio Stockholm und produzierte Schulfunksendungen sowie Sendereihen und Reportagen für Erwachsene, was sie bis 1970 fortsetzte, auch nachdem die Familie 1955 wieder zurück nach Zürich gezogen war.  Aus der Ehe sind zwei Söhne hervorgegangen, der nach dem Vater benannte Dirigent Samuel Bächli und der Pianist Tomas Bächli.
Parallel zu ihrer Arbeit im Radio begann Bächli im Bereich der elementaren Musikerziehung und des Kindertheaters tätig zu werden. 1966 schloss sie eine Ausbildung als Fachlehrerin für elementare Musikerziehung und Blockflöte mit dem Diplom ab. Durch einen Auftritt lernte sie die Epilepsie-Klinik in Zürich kennen und begann dort eine musikalische Arbeit mit Menschen mit geistiger Behinderung, die sie bis 1976 fortführte. Sie absolvierte weitere Fort- und Weiterbildungen für die heilpädagogische Arbeit und begann mit dem Schreiben und der Herausgabe von Kinderliedern für die pädagogische und therapeutische Arbeit.
Ab diesem Zeitpunkt wurde die heilpädagogisch-musiktherapeutische Arbeit mit Behinderten zu ihrem Schwerpunkt. Von 1976 bis 1983 war sie als Musiktherapeutin am «Wagererhof Uster», einem Heim für Menschen mit geistiger Behinderung, tätig. Ihre Erfahrungen gab sie als Dozentin in der Schweiz, Österreich und Deutschland weiter, wie bei den Salzburger Sommerkursen, den internationalen «Sonnenbergtagungen» in Sankt Andreasberg, am Rhythmikseminar in Remscheid und der Sonderpädagogischen Ausbildung an der Universität Dortmund. Sie gab Kurse in der DDR und arbeitete mit der Tanztherapeutin Trudi Schoop zusammen. Ihre Lehrtätigkeit setzte sie auch nach ihrer Berentung bis zu ihrem Tod fort. Sie wurde in zahlreichen filmischen Mitschnitten dokumentiert.
Bekannt wurde sie auch durch ihre Lieder, die oft aus konkreten Arbeits- und Spielsituationen entstanden sind und deren hohe musikalische Qualität ebenso geschätzt wird wie ihre Eignung für die Arbeit mit Kindern und mit behinderten Menschen.

## Ehrung
- 2004: Einzelpreis der Miriam Stiftung für ihr Lebenswerk[6]

## Film
- Coloman Kallós, Sandra Lutz Hochreutener: Lebendigkeit mit Musik. Gerda Bächli. Pionierin der Elementaren Musikpädagogik und der Musiktherapie. DVD. Reichert-Verlag, Wiesbaden 2019. Trailer bei YouTube

## Veröffentlichungen (Auswahl)

### Bücher
- Auf den Flügeln des Gesanges. Deutsche Gedichte als Lieder. Sveriges Radio, Stockholm 1962.
- Die Rückblende. Eine deutsche Kulturgeschichte 1750–1950. Sveriges Radio in Zusammenarbeit mit der Universität Stockholm, Stockholm 1969.
- Es Spyl vom Boot. Nach Holzschnitten von Heinz Keller. Schweizerisches Jugendschriftenwerk, Küssnacht 1970.
- Pöpper. Musizieren mit einem behinderten Freund. MusicVision, Küssnacht 2005.

### Musik
- Der Tausendfüssler. Musikhaus Pan, Zürich 1982.
- Zirkus Zottelbär. Musikhaus Pan, Zürich 1985.
- Alle Jahre wieder. Musikhaus Pan, Zürich 1985, MusicVision, Küsnacht 2002.
- Es war einmal... Musikhaus Pan, Zürich 1988, MusicVision, Küsnacht 2017.
- Plipf, Plopf und Plum. Musikhaus Pan, Zürich 1997/2002.
- Traumschiffchen: 21 Kinderlieder. Noten und CD, MusicVision, Küsnacht 2002/2016.
- Hände und Füsse: Spiellieder für Kleine. Bächli in Hochdeutsch und Schweizerdeutsch. MusicVision, Küsnacht 2004/2016
- Dumpa Du. 27 hochdeutsche Kinderlieder, besonders geeignet für DAZ, Deutsch als Zweitsprache MusicVision, Küssnacht 2010.
- HOPPLA. Deutsch für mehrsprachige Kindergruppen. CD mit 67 Liedern. Lehrbuchverlag, Bern 2011.
- Es Huus vol Musig. 20 Kinderlieder. Liederbuch mit CD. MusicVision, Küsnacht 2019.
- mit Toby Frey: Der Regenvogel.  Ein Kindermusical.  MusicVision, Küsnacht 2004.

### Radiosendungen
- Das Märchen vom Kasperli.  (Als Gerda Frey). Radio Beromünster, gesendet 5. März 1948.
- Musik zur Kinderstunde. Vier Farbstifte.  (Als Gerda Frey). Radio Beromünster, gesendet 30. April 1948.
- Jugendstunde: Besuch im Musikhaus Ramspeck.  Musikkurs von Gerda Frey nach einer Idee von Kurt Pahlen. Radio Beromünster, gesendet am 14. April 1950.
- Dibängalisch sunne (hochdeutsch: Die bengalische Sonne). (Fasnachtshörspiel). Radio Beromünster, gesendet am 30. März 1953.
- Jugendstunde: «Das mach ich scho!».  Radio DRS 2, gesendet am 1. Januar 1975.
- Musizieren mit Geistigbehinderten.  Radio DRS 2, gesendet am 29. November 1981.